# Año Nuevo chino

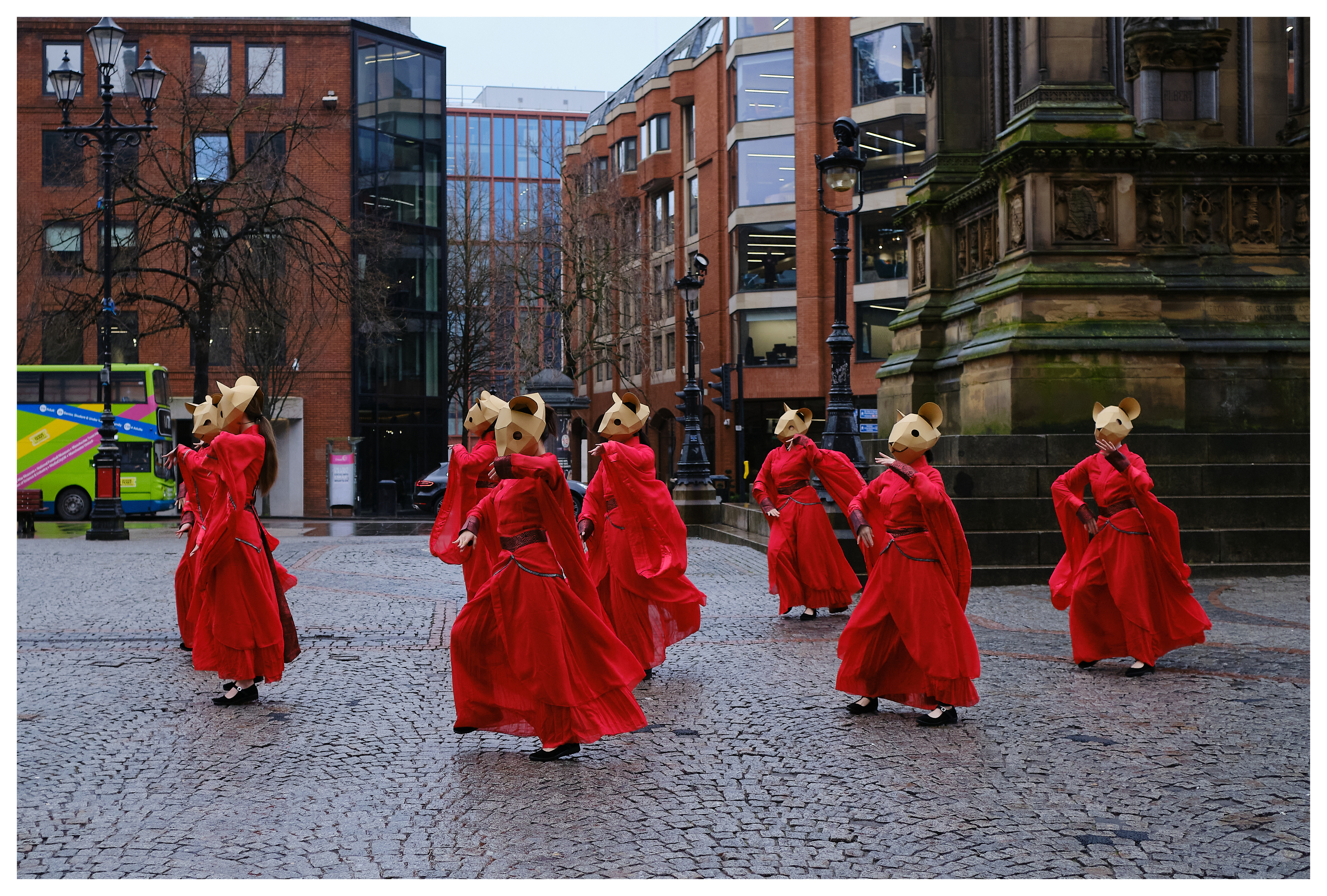
Año Nuevo chino en Mánchester, Reino Unido.

El Año Nuevo chino (en chino, 农历新年; pinyin, nónglì xīnnián; literalmente, ‘año nuevo del calendario tradicional’), también denominado Fiesta de la Primavera (春节, chūnjié), es la festividad tradicional más importante del año en el calendario chino, celebrada también en otros países en el este y del sudeste de Asia. El año 2025 se celebra en la cultura china como el año 4723, el año de la Serpiente (en chino tradicional, 蛇之年).
Basado en el calendario lunisolar tradicionalmente utilizado en China, las celebraciones comienzan el primer día del primer mes lunar (正月, zhēng yuè) y terminan el día quince, cuando se celebra la Fiesta de los Faroles (元宵节, 元宵節, yuánxiāojié). Durante este periodo, se produce la mayor migración humana del planeta, el "movimiento de primavera" (春运, 春運, chūnyùn), y millones de personas viajan a sus lugares de origen para celebrar las fiestas con sus familias. El año 4723 según el calendario chino comenzó el 29 de enero de 2025.
La víspera del Año Nuevo, el equivalente a la "Noche Vieja" occidental, se llama en chino "chuxi" (除夕, chúxī; chu, 'pasar', y xi, 'víspera').

## Fecha
La fecha del Año Nuevo Chino viene determinada por el calendario lunisolar utilizado tradicionalmente en China y en otros pueblos que se han visto influidos por la cultura han, como coreanos, japoneses, vietnamitas, singapurenses, mauricianos y filipinos. La celebración del Año Nuevo puede haber tenido un origen común con festividades similares de otras regiones.
El año nuevo chino cae en el día de la luna nueva más próximo al día equidistante entre el solsticio de invierno (冬至，Dōng zhì, entre el 21 y el 23 de diciembre) y el equinoccio de primavera (春分，Chūn fēn, entre el 20 y el 21 de marzo) del hemisferio norte. Ese día equidistante entre esas dos fechas cae entre el 3 y el 5 de febrero, en una fecha que está aproximadamente 45 días después de la del solsticio de invierno, y 45 días antes de la del equinoccio de primavera. En el calendario de las 24 estaciones solares (二十四节气，èr shí sì jiéqì) del año, ese día equidistante se llama Comienzo de la Primavera (立春，Lì chūn). El año nuevo chino está fijado en primer lugar en un día de luna nueva (calendario lunar); pero las 24 estaciones solares están fijadas sobre la base de la posición del sol en el zodiaco (calendario solar). Por tanto con frecuencia ambos días no caen en la misma fecha; y el día equidistante es el de año nuevo solo si ese día es el día de la luna nueva; de lo contrario, se tomará como día de año nuevo el día de la luna nueva más próximo a la fecha señalada, lo cual puede ser entre el 21 de enero y el 18 de febrero. El comienzo de la primavera se denomina en la tradición china lichun (立春, lìchūn, "comienzo de la primavera").
Dado que el calendario chino es lunisolar, la fecha exacta del Año Nuevo Chino varía de un año a otro dentro del rango del 21 de enero al 18 de febrero. La determinación precisa de la fecha requiere cálculos astronómicos que identifican el primer día de luna nueva más cercano al comienzo de la primavera (立春, Lìchūn).

### Significado y Celebraciones
El Año Nuevo Chino, también conocido como la Fiesta de la Primavera (春节, Chūnjié), es la festividad más importante en China y en muchas comunidades de la diáspora china alrededor del mundo. Se celebra con reuniones familiares, banquetes especiales, fuegos artificiales, danzas del dragón y el león, y la entrega de sobres rojos (红包, hóngbāo) con dinero como símbolo de buenos deseos y prosperidad.
Cada año en el calendario chino está asociado con uno de los doce animales del zodiaco chino, siguiendo un ciclo de doce años. Además, cada año está influenciado por uno de los cinco elementos (madera, fuego, tierra, metal y agua), lo que da lugar a un ciclo más amplio de sesenta años.

### Calendario y Cálculo del Año Nuevo Chino
El cálculo del Año Nuevo Chino se basa en el calendario lunisolar, lo que significa que debe tomarse en cuenta tanto el ciclo lunar como el ciclo solar. Se siguen estos pasos:
1. Determinar la fecha del solsticio de invierno (entre el 21 y el 23 de diciembre).
2. Identificar la fecha del equinoccio de primavera (entre el 20 y el 21 de marzo).
3. Calcular el punto medio entre ambas fechas, que es el comienzo de la primavera (立春, Lìchūn).
4. Determinar la luna nueva más cercana a esta fecha, lo que da como resultado el primer día del nuevo año según el calendario tradicional chino.

Dado que las fases lunares no coinciden exactamente con el calendario solar, el Año Nuevo Chino no siempre cae en la misma fecha en el calendario gregoriano, pero siempre se encuentra dentro del período mencionado.

### Importancia Cultural
El Año Nuevo Chino es una época de renovación y buenos augurios. Las familias limpian sus hogares antes de la celebración para eliminar la mala suerte del año anterior y dar la bienvenida a la buena fortuna. También es un momento para rendir homenaje a los ancestros y participar en diversas tradiciones que varían según la región.
En conclusión, la fecha del Año Nuevo Chino está determinada por un sistema complejo basado en la posición del sol y la luna, y su celebración es una de las más significativas dentro de la cultura china y otras influenciadas por ella.
Para saber la fecha de comienzo del año, debemos encontrar el día de luna nueva más próximo al lichun (立春, lìchūn, "comienzo de la primavera").

### Fechas recientes
| Animal       | Rama    | Fecha                 | Fecha                 | Fecha                 | Fecha                 |
| ------------ | ------- | --------------------- | --------------------- | --------------------- | --------------------- |
| 鼠 Rata      | 子 Zǐ   | 19 de febrero de 1996 | 7 de febrero de 2008  | 25 de enero de 2020   | 11 de febrero de 2032 |
| 牛 Buey      | 丑 Chǒu | 7 de febrero de 1997  | 26 de enero de 2009   | 12 de febrero de 2021 | 31 de enero de 2033   |
| 虎 Tigre     | 寅 Yín  | 28 de enero de 1998   | 14 de febrero de 2010 | 1 de febrero de 2022  | 19 de febrero de 2034 |
| 兔 Conejo    | 卯 Mǎo  | 16 de febrero de 1999 | 3 de febrero de 2011  | 22 de enero de 2023   | 8 de febrero de 2035  |
| 龙 Dragón    | 辰 Chén | 5 de febrero de 2000  | 23 de enero de 2012   | 10 de febrero de 2024 | 28 de enero de 2036   |
| 蛇 Serpiente | 巳 Sì   | 24 de enero de 2001   | 10 de febrero de 2013 | 29 de enero de 2025   | 15 de febrero de 2037 |
| 马 Caballo   | 午 Wǔ   | 12 de febrero de 2002 | 31 de enero de 2014   | 17 de febrero de 2026 | 4 de febrero de 2038  |
| 羊 Cabra     | 未 Wèi  | 1 de febrero de 2003  | 19 de febrero de 2015 | 6 de febrero de 2027  | 24 de enero de 2039   |
| 猴 Mono      | 申 Shēn | 22 de enero de 2004   | 8 de febrero de 2016  | 26 de enero de 2028   | 12 de febrero de 2040 |
| 鸡 Gallo     | 酉 Yǒu  | 9 de febrero de 2005  | 29 de enero de 2017   | 13 de febrero de 2029 | 1 de febrero de 2041  |
| 狗 Perro     | 戌 Xū   | 29 de enero de 2006   | 16 de febrero de 2018 | 3 de febrero de 2030  | 22 de enero de 2042   |
| 猪 Cerdo     | 亥 Hài  | 18 de febrero de 2007 | 5 de febrero de 2019  | 23 de enero de 2031   | 10 de febrero de 2043 |

## Tradiciones
- El "sobre rojo" (红包, hóng bāo en mandarín), también llamado Lai See (利是, en cantonés), consiste en la entrega a niños o parientes más jóvenes, como deseo de buena suerte, un sobre de color rojo que contiene una pequeña cantidad de dinero.
- Los Chun Lian 春联, coplas antitéticas, o coplas de la "fiesta de la primavera", como también se conoce el año nuevo en China, para diferenciarlo del occidental. En los 春联 se escriben en buenas caligrafías, aquellos caracteres relacionados con la abundancia, la felicidad, prosperidad... que acompañarán a la familia en el año que entra.
- Guardianes de las puertas: representación de figuras en actitud defensiva, colocadas en las puertas de las casas para defender a los moradores de la posible entrada de Nian.
- El pez, yú 鱼, es homófono del carácter yú 余 para abundancia, por lo que es frecuente la colocación de estos animales en las casas. De color rojo ahuyentarán a Nian.
- Colocación del carácter fu 福 (fortuna) boca abajo. Esto es debido a un juego de palabras, ya que "boca abajo" en chino (倒, Pinyin: dào) es homófono de "llegar" (到, Pinyin: dào) en la lengua china. Así la felicidad (fú 福) colocada boca abajo (dào 倒) se interpreta como "la felicidad (fú 福) ha llegado (dào 到)".
- Dios de la riqueza, que se presenta con barba y ataviado con una túnica roja y un saco amarillo a la espalda. Se presenta en las casas y reparte imágenes, los moradores de las casas regalan propinas a esta figura, todo ello acompañado de tambores y gongs.
- Hacer platos típicos como los ravioles chinos 饺子 (jiǎozi) o empanadillas para la cena de "noche vieja".
- Wu Shi 舞狮 o Danza del León y "Wu Long 舞龙" o "Danza del Dragón", conservadas desde tiempos antiguos, se originan de las artes marciales y sirven para ahuyentar a los malos espíritus del mundo terrenal.